# 科基诺农村居民点
科基诺农村居民点（俄语：Кокинское сельское поселение）是俄罗斯联邦布良斯克州维戈尼奇区所属的一个农村居民点。其下辖有8个居民点，行政中心为科基诺。据2015年统计，该农村居民点的人口为5276人。